# Domstraße 4 (Merseburg)

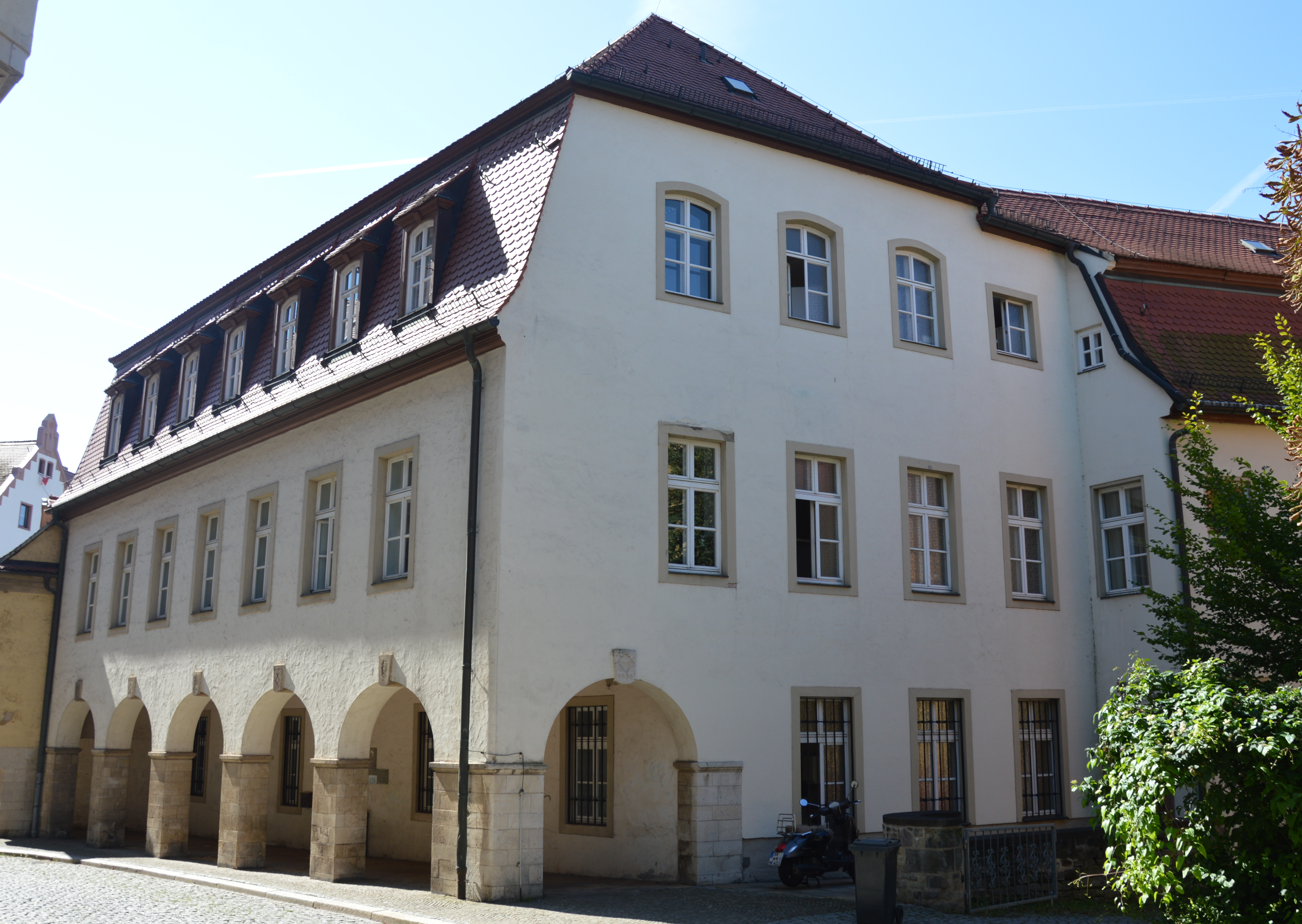
Haus Domstraße 4

Das Haus Domstraße 4 ist ein denkmalgeschütztes Gebäude in der Stadt Merseburg in Sachsen-Anhalt.

## Lage
Es befindet sich auf der Westseite der Domstraße in der Merseburger Innenstadt. Unmittelbar südlich grenzt die gleichfalls denkmalgeschützte Domapotheke zum Rautenkranz an.

## Architektur und Geschichte
Dass das Straßenbild bestimmende Gebäude ist Teil der Domkurie des Merseburger Doms. Es entstand nach einer am Bau befindlichen Inschriftentafel im Jahr 1573, an der Stelle eines zerstörten Vorgängerbaus. Zur Domstraße hin ist dem zweiflügeligen Gebäude im Erdgeschoss ein Arkadengang vorgelagert. Bemerkenswert ist ein Portal mit Ohrenfaschen, dessen Türblätter üppig beschnitzt sind. In der Zeit des Barock erfolgten umfangreiche Veränderungen, 1939 wurde der Bau im Stil der damaligen Zeit rekonstruiert.
Im örtlichen Denkmalverzeichnis ist die Kurie unter der Erfassungsnummer 094 20148 als Baudenkmal verzeichnet.